# Ranking
Ranking je dlouhodobým žebříčkem v orientačním běhu pro závody jednotlivců v kategorii mužů a v kategorii žen. Je zaveden ve více zemích, každá země má však svá pravidla. Pro účely celosvětového srovnání je počítán i celosvětový Ranking.

## Ranking ve světě
Celosvětový IOF World Ranking  zastřešuje Mezinárodní federace orientačního běhu a dělí se na lesní a sprintové disciplíny. Je počítán ze závodů do něj předem zařazených a pořádaných v rámci jednotlivých členských svazů. Zpravidla se jedná o 3 závody v jedné zemi během jednoho kalendářního roku a tyto závody musí být otevřeny i pro zahraniční účastníky. Jde zpravidla o významnější domácí závody.
Je zaveden např. v těchto zemích:
- Švédsko - počítá 5 typů Rankingu: celkový, klasická trať, krátká trať, noční a sprint
- Finsko - dělí Ranking na celkový, lesní disciplíny a sprintové disciplíny
- Norsko
- Švýcarsko
- Polsko
- Slovensko

## Ranking v Česku

### Historie a popis
V Česku Ranking zastřešuje ČSOS a byl zaveden v roce 1999 po skandinávském vzoru. Podle pořadí v Rankingu probíhá zařazení závodníků do jednotlivých výkonnostních kategorií na jednotlivých závodech a slouží také jako postupový klíč na některé disciplíny Mistrovství ČR.
Do Rankingu jsou zařazeni všichni závodníci zaregistrovaní v souladu s registračním a přestupním řádem ČSOS. Body do Rankingu pak lze získat na cca 200 závodech ročně, přičemž bodové hodnocení je odvislé od kvality startujících závodníků a koeficientu závodu. Výpočet zisku bodů probíhá z rankingových bodů jednotlivých závodníků, dále do výpočtu vstupuje zmíněný koeficient závodu (mistrovství mají vyšší koeficient než oblastní závody) a ztráta za průměrným časem prvních tří závodníků dané kategorie.
Ranking je počítán vždy po skončení daného měsíce za posledních 12 kalendářních měsíců. K 31. 12. daného roku je pak vydáno finální pořadí za daný rok (viz tabulky vítězek a vítězů níže).
V letech 1999 až 2016 bylo každému závodníkovi počítáno 10 nejlepších závodů za posledních 12 měsíců, od roku 2017 byl snížen počet započítávaných závodů na 8 z důvodu větší objektivity (pro reprezentanty startující v zahraničí je problém mít dostatečný počet závodů). Do budoucna nejsou vyloučeny další změny, např. rozlišení na lesní a sprintové závody, jak navrhují někteří závodníci či jak ukazují mezinárodní zkušenosti.

### Přehled výsledků – ženy
| Přehled vítězek Rankingu v jednotlivých letech | Přehled vítězek Rankingu v jednotlivých letech | Přehled vítězek Rankingu v jednotlivých letech | Přehled vítězek Rankingu v jednotlivých letech | Přehled vítězek Rankingu v jednotlivých letech | Přehled vítězek Rankingu v jednotlivých letech | Přehled vítězek Rankingu v jednotlivých letech |
| Rok                                            | 1. místo                                       | 2. místo                                       | 3. místo                                       | 4. místo                                       | 5. místo                                       | 6. místo                                       |
| ---------------------------------------------- | ---------------------------------------------- | ---------------------------------------------- | ---------------------------------------------- | ---------------------------------------------- | ---------------------------------------------- | ---------------------------------------------- |
| 1999                                           | Jana Cieslarová 107784 b.                      | Marcela Klapalová 105740 b.                    | Petra Novotná 104980 b.                        | Olga Lepšíková 103659 b.                       | Mária Honzová 102844 b.                        | Bohdana Térová 100693 b.                       |
| 2000                                           | Marcela Klapalová 100087 b.                    | Zdenka Stará 99808 b.                          | Bohdana Térová 97330 b.                        | Zuzana Macúchová 96706 b.                      | Olga Lepšíková 96147 b.                        | Vendula Klechová 96014 b.                      |
| 2001                                           | Zdenka Stará 104317 b.                         | Zuzana Macúchová 102484 b.                     | Barbora Chudíková 98211 b.                     | Eva Pekárková 98136 b.                         | Marcela Klapalová 98039 b.                     | Jana Kuncová 97935 b.                          |
| 2002                                           | Zuzana Stehnová 99110 b.                       | Olga Lepšíková 98617 b.                        | Mária Honzová 98308 b.                         | Martina Dočkalová 97968 b.                     | Pavla Fialová 97598 b.                         | Vendula Klechová 96583 b.                      |
| 2003                                           | Dana Brožková 106041 b.                        | Zdenka Stará 102581 b.                         | Zuzana Stehnová 102016 b.                      | Marta Štěrbová 101021 b.                       | Martina Dočkalová 100980 b.                    | Vendula Klechová 99555 b.                      |
| 2004                                           | Dana Brožková 106095 b.                        | Zuzana Stehnová 102985 b.                      | Marta Štěrbová 102419 b.                       | Martina Dočkalová 99811 b.                     | Vendula Klechová 99420 b.                      | Zuzana Macúchová 99120 b.                      |
| 2005                                           | Dana Brožková 100937 b.                        | Marta Štěrbová 98848 b.                        | Zdenka Stará 97479 b.                          | Martina Dočkalová 96010 b.                     | Zuzana Stehnová 91787 b.                       | Radka Brožková 91748 b.                        |
| 2006                                           | Zdenka Stará 104191 b.                         | Dana Brožková 100001 b.                        | Martina Dočkalová 98842 b.                     | Zuzana Stehnová 98565 b.                       | Monika Topinková 96356 b.                      | Radka Brožková 95190 b.                        |
| 2007                                           | Zdenka Stará 103335 b.                         | Iveta Duchová 100821 b.                        | Lucie Krafková 98569 b.                        | Zuzana Stehnová 96138 b.                       | Monika Topinková 95368 b.                      | Martina Dočkalová 95312 b.                     |
| 2008                                           | Dana Brožková 106070 b.                        | Jana Panchártková 99880 b.                     | Zdenka Stará 99353 b.                          | Iveta Duchová 97680 b.                         | Martina Dočkalová 97625 b.                     | Zuzana Stehnová 97387 b.                       |
| 2009                                           | Iveta Duchová 101968 b.                        | Martina Dočkalová 101265 b.                    | Zdenka Kozáková 97050 b.                       | Monika Topinková 96812 b.                      | Kamila Gregorová 96621 b.                      | Zuzana Stehnová 94107 b.                       |
| 2010                                           | Martina Dočkalová 102803 b.                    | Dana Brožková 102549 b.                        | Kamila Gregorová 101358 b.                     | Ivana Bochenková 98822 b.                      | Martina Spurná 98319 b.                        | Monika Topinková 97508 b.                      |
| 2011                                           | Dana Brožková 103411 b.                        | Martina Zvěřinová 99216 b.                     | Iveta Duchová 98871 b.                         | Šárka Svobodná 96268 b.                        | Iva Rufferová 95882 b.                         | Jana Knapová 95260 b.                          |
| 2012                                           | Iveta Duchová 99366 b.                         | Eva Kabáthová 96974 b.                         | Jana Knapová 95907 b.                          | Zdenka Kozáková 95692 b.                       | Kamila Gregorová 95210 b.                      | Ivana Bochenková 94680 b.                      |
| 2013                                           | Iveta Duchová 101914 b.                        | Michaela Omová 101049 b.                       | Dana Šafka Brožková 100184 b.                  | Martina Zvěřinová 99772 b.                     | Kamila Gregorová 98584 b.                      | Jana Knapová 98031 b.                          |
| 2014                                           | Martina Zvěřinová 103777 b.                    | Eva Kabáthová 101216 b.                        | Iveta Šístková 100771 b.                       | Michaela Omová 100148 b.                       | Jana Knapová 99502 b.                          | Lenka Poklopová 98700 b.                       |
| 2015                                           | Denisa Kosová 102600 b.                        | Eva Kabáthová 101841 b.                        | Dana Šafka Brožková 99187 b.                   | Vendula Horčičková 99146 b.                    | Jana Knapová 98831 b.                          | Lenka Poklopová 98347 b.                       |
| 2016                                           | Denisa Kosová 101430 b.                        | Kamila Gregorová 98741 b.                      | Jindra Hlavová 98633 b.                        | Monika Rollier 98511 b.                        | Vendula Horčičková 96452 b.                    | Eva Kabáthová 96168 b.                         |
| 2017                                           | Jana Knapová 82327 b.                          | Lenka Mechlová 81104 b.                        | Adéla Indráková 80315 b.                       | Denisa Kosová 80026 b.                         | Eva Kabáthová 79813 b.                         | Jindra Hlavová 79726 b.                        |
| 2018                                           | Jana Knapová 84496 b.                          | Denisa Kosová 84426 b.                         | Vendula Horčičková 82590 b.                    | Adéla Indráková 81403 b.                       | Lenka Mechlová 79337 b.                        | Jindra Hlavová 78683 b.                        |
| 2019                                           | Denisa Kosová 83124 b.                         | Vendula Horčičková 81698 b.                    | Adéla Indráková 78987 b.                       | Anna Štičková 77886 b.                         | Tereza Čechová 76237 b.                        | Zdenka Kozáková 76209 b.                       |
| 2020                                           | Denisa Kosová 84158 b.                         | Vendula Horčičková 82292 b.                    | Adéla Indráková 80353 b.                       | Anna Štičková 79492 b.                         | Tereza Janošíková 77322 b.                     | Zdenka Kozáková 77082 b.                       |
| 2021                                           | Denisa Kosová 81940 b.                         | Adéla Finstrlová 80982 b.                      | Tereza Čechová 77994 b.                        | Karolína Teplá 77356 b.                        | Eliška Sieglová 75708 b.                       | Adélka Bogarová 74418 b.                       |
| 2022                                           | Denisa Kosová 83865 b.                         | Vendula Horčičková 83216 b.                    | Adéla Finstrlová 81744 b.                      | Jana Peterová 77612 b.                         | Eliška Sieglová 77405 b.                       | Karolína Teplá 77391 b.                        |
| 2023                                           | Denisa Kosová 81454 b.                         | Vendula Horčičková 79764 b.                    | Tereza Janošíková 79395 b.                     | Tereza Čechová 79274 b.                        | Jana Peterová 78727 b.                         | Barbora Chaloupská 77443 b.                    |
| 2024                                           | Denisa Kosová 83599 b.                         | Jana Peterová 80905 b.                         | Lucie Semíková 80778 b.                        | Anna Karlová 79732 b.                          | Barbora Matějková 79190 b.                     | Lucie Dittrichová 78715 b.                     |

### Přehled výsledků – muži
| Přehled vítězů Rankingu v jednotlivých letech | Přehled vítězů Rankingu v jednotlivých letech | Přehled vítězů Rankingu v jednotlivých letech | Přehled vítězů Rankingu v jednotlivých letech | Přehled vítězů Rankingu v jednotlivých letech | Přehled vítězů Rankingu v jednotlivých letech | Přehled vítězů Rankingu v jednotlivých letech |
| Rok                                           | 1. místo                                      | 2. místo                                      | 3. místo                                      | 4. místo                                      | 5. místo                                      | 6. místo                                      |
| --------------------------------------------- | --------------------------------------------- | --------------------------------------------- | --------------------------------------------- | --------------------------------------------- | --------------------------------------------- | --------------------------------------------- |
| 1999                                          | Michal Jedlička 109508 b.                     | Libor Zřídkaveselý 106732 b.                  | Michal Horáček 106350 b.                      | Rudolf Ropek 106231 b.                        | Richard Klech 104827 b.                       | Martin Štěpánek 103487 b.                     |
| 2000                                          | Rudolf Ropek 103381 b.                        | Libor Zřídkaveselý 102135 b.                  | Radovan Čech 100992 b.                        | Petr Losman 99057 b.                          | Richard Klech 98433 b.                        | David Hepner 98169 b.                         |
| 2001                                          | Michal Horáček 106910 b.                      | Zbyněk Hora 103145 b.                         | Radovan Čech 102996 b.                        | Libor Zřídkaveselý 102863 b.                  | Michal Jedlička 102808 b.                     | Petr Losman 101189 b.                         |
| 2002                                          | Michal Smola 98868 b.                         | Petr Losman 98061 b.                          | Michal Horáček 97943 b.                       | Libor Zřídkaveselý 97860 b.                   | Luboš Matějů 97807 b.                         | Michal Jedlička 97020 b.                      |
| 2003                                          | Michal Smola 105131 b.                        | Petr Losman 104548 b.                         | Michal Horáček 103606 b.                      | Jaromír Švihovský 102544 b.                   | Rudolf Ropek 101089 b.                        | Libor Zřídkaveselý 100254 b.                  |
| 2004                                          | Michal Smola 103233 b.                        | Tomáš Dlabaja 102871 b.                       | Jaromír Švihovský 102646 b.                   | Michal Horáček 100347 b.                      | Petr Losman 100290 b.                         | David Hepner 99698 b.                         |
| 2005                                          | Michal Smola 104991 b.                        | Tomáš Dlabaja 104621 b.                       | Vladimír Lučan 104486 b.                      | Jaromír Švihovský 103431 b.                   | Michal Horáček 101709 b.                      | Michal Jedlička 100920 b.                     |
| 2006                                          | Michal Smola 103918 b.                        | Jan Šedivý 100363 b.                          | Jan Procházka 100140 b.                       | Luboš Matějů 99255 b.                         | Jan Mrázek 99099 b.                           | Michal Horáček 98466 b.                       |
| 2007                                          | Michal Smola 105711 b.                        | Osvald Kozák 99384 b.                         | Jan Procházka 99059 b.                        | Jan Šedivý 98262 b.                           | Zdeněk Rajnošek 97642 b.                      | Jan Mrázek 97585 b.                           |
| 2008                                          | Michal Smola 103583 b.                        | Osvald Kozák 98079 b.                         | Jan Šedivý 97996 b.                           | Tomáš Dlabaja 97955 b.                        | Petr Losman 97713 b.                          | Vladimír Lučan 95951 b.                       |
| 2009                                          | Michal Smola 101770 b.                        | Petr Losman 100726 b.                         | Zdeněk Rajnošek 99903 b.                      | Osvald Kozák 99514 b.                         | Eduard Šmehlík 97626 b.                       | Jan Šedivý 97347 b.                           |
| 2010                                          | Jan Šedivý 101987 b.                          | Michal Smola 101954 b.                        | Jan Procházka 101355 b.                       | Adam Chromý 100221 b.                         | Osvald Kozák 100147 b.                        | Petr Losman 99178 b.                          |
| 2011                                          | Tomáš Dlabaja 104502 b.                       | Jan Šedivý 104361 b.                          | Jan Procházka 103125 b.                       | Adam Chromý 99674 b.                          | Miloš Nykodým 99183 b.                        | Pavel Kubát 96731 b.                          |
| 2012                                          | Tomáš Dlabaja 100931 b.                       | Adam Chromý 100721 b.                         | Jan Šedivý 100582 b.                          | Jan Procházka 100516 b.                       | Pavel Kubát 99122 b.                          | Miloš Nykodým 97480 b.                        |
| 2013                                          | Jan Šedivý 102154 b.                          | Adam Chromý 100262 b.                         | Pavel Kubát 99892 b.                          | Miloš Nykodým 99745 b.                        | Jan Procházka 99308 b.                        | Eduard Šmehlík 97260 b.                       |
| 2014                                          | Jan Šedivý 101718 b.                          | Miloš Nykodým 101474 b.                       | Jan Procházka 100454 b.                       | Vojtěch Král 98029 b.                         | Adam Chromý 97274 b.                          | Daniel Hájek 96127 b.                         |
| 2015                                          | Miloš Nykodým 101365 b.                       | Jan Petržela 100607 b.                        | Daniel Hájek 98924 b.                         | Jan Šedivý 98664 b.                           | Ondřej Semík 97589 b.                         | Adam Chloupek 97194 b.                        |
| 2016                                          | Miloš Nykodým 103352 b.                       | Pavel Kubát 102667 b.                         | Daniel Hájek 100244 b.                        | Jan Petržela 99783 b.                         | Jan Šedivý 98786 b.                           | Ondřej Semík 98203 b.                         |
| 2017                                          | Vojtěch Král 83361 b.                         | Miloš Nykodým 83152 b.                        | Jan Petržela 82177 b.                         | Baptiste Rollier 80834 b.                     | Jan Šedivý 80242 b.                           | Marek Minář 79808 b.                          |
| 2018                                          | Miloš Nykodým 84852 b.                        | Daniel Hájek 80364 b.                         | Tomáš Kubelka 79737 b.                        | Marek Minář 79088 b.                          | Vojtěch Král 78786 b.                         | Jan Procházka 78167 b.                        |
| 2019                                          | Miloš Nykodým 81704 b.                        | Vojtěch Král 81659 b.                         | Marek Minář 78683 b.                          | Tomáš Kubelka 78121 b.                        | Pavel Kubát 77858 b.                          | Daniel Vandas 76408 b.                        |
| 2020                                          | Vojtěch Král 83708 b.                         | Miloš Nykodým 82903 b.                        | Marek Minář 80064 b.                          | Pavel Kubát 79347 b.                          | Tomáš Kubelka 78876 b.                        | Daniel Vandas 77795 b.                        |
| 2021                                          | Tomáš Křivda 82905 b.                         | Miloš Nykodým 82198 b.                        | Vojtěch Sýkora 79402 b.                       | Pavel Kubát 78126 b.                          | Martin Roudný 77857 b.                        | Jakub Glonek 77625 b.                         |
| 2022                                          | Tomáš Křivda 84179 b.                         | Miloš Nykodým 82409 b.                        | Jakub Glonek 79054 b.                         | Vojtěch Král 78706 b.                         | Tomáš Kubelka 77607 b.                        | Martin Roudný 77451 b.                        |
| 2023                                          | Tomáš Křivda 83987 b.                         | Miloš Nykodým 79882 b.                        | Vojtěch Král 79275 b.                         | Daniel Vandas 77650 b.                        | Martin Roudný 77623 b.                        | Jonáš Hubáček 77272 b.                        |
| 2024                                          | Miloš Nykodým 81508 b.                        | Martin Roudný 80295 b.                        | Jakub Glonek 80184 b.                         | Vojtěch Král 79448 b.                         | Daniel Vandas 79005 b.                        | Jonáš Hubáček 78202 b.                        |